# Danh sách nhà máy nhiệt điện than tại Việt Nam
Danh sách nhà máy nhiệt điện than tại Việt Nam tham khảo từ Coal Tracker, cập nhật dữ liệu từ Báo cáo 58/BC-CBT của Bộ Công Thương 2019, cập nhật với các thông cáo báo chí, cập nhật từ PDP 7A
| Nhà máy nhiệt điện (kèm tổ máy)                           | Tên gọi khác (nếu có)     | Nhà đầu tư                                                                                    | Công suất (MW) | Trạng thái                                          | Tỉnh              | Ngày đóng lưới | Nguồn | Chú thích                |
| --------------------------------------------------------- | ------------------------- | --------------------------------------------------------------------------------------------- | -------------- | --------------------------------------------------- | ----------------- | -------------- | --- | ------------------------ |
| Nhiệt điện An Khánh - Bắc Giang                           | Nhiệt điện Lục Nam        | Công ty cổ phần Nhiệt điện An Khánh - Bắc Giang                                               | 650            | giấy phép trước                                     | Bắc Giang         | 2023           | Báo cáo 58/BC-CBT, phụ lục, hàng V.4 |                          |
| An Khánh-1                                                | Nhiệt điện Khánh Hòa      | Công ty cổ phần Nhiệt điện An Khánh                                                           | 2x58           | vận hành                                            | Thái Nguyên       | 2015           | [ 4 ] |                          |
| An Khánh-2                                                |                           | Công ty cổ phần Nhiệt điện An Khánh                                                           | 2x150          | hủy bỏ                                              | Thái Nguyên       |                | [ 4 ] |                          |
| Bạc Liêu                                                  | Nhiệt điện Cái Cùng       | Tập đoàn Điện lực Việt Nam, Tập đoàn Sojitz Kyushu                                            | 2x600          | hủy bỏ                                              | Bạc Liêu          |                | [ 5 ] | Sử dụng khí thay vì than |
| Bình Định 1-2                                             | Nhiệt điện Than Bình Định | Cơ quan Phát điện của Thái Lan và có thể các công ty Thái Lan khác                            | 2x1200         | hủy bỏ                                              | Bình Định         |                | [ 6 ] |                          |
| Nhiệt điện Cẩm Phả Giai đoạn I-II                         |                           | Tập đoàn công nghiệp Than - Khoáng sản Việt Nam                                               | 2x340          | vận hành                                            | Quảng Ninh        | 2011           | [ 7 ] |                          |
| Nhiệt điện Cẩm Phả Giai đoạn III                          |                           | Tập đoàn công nghiệp Than - Khoáng sản Việt Nam                                               | 2x220          | hủy bỏ                                              | Quảng Ninh        |                | |                          |
| Nhiệt điện Cao Ngạn                                       |                           | Tập đoàn công nghiệp Than - Khoáng sản Việt Nam                                               | 2x57.5         | vận hành                                            | Thái Nguyên       | 2006           | [ 8 ] |                          |
| Nhiệt điện Công Thanh                                     |                           | Công ty cổ phần Nhiệt điện Công Thanh                                                         | 600            | được cấp phép                                       | Thanh Hóa         | 2024           | Báo cáo 58/BC-CBT, phụ lục, hàng V.3 |                          |
| Đồng Nai Formosa Tổ máy 1-2                               |                           | Hưng Nghiệp Formosa                                                                           | 2x150          | vận hành                                            | Đồng Nai          | 2004           | [ 9 ] |                          |
| Đồng Nai Formosa Tổ máy 3                                 |                           | Hưng Nghiệp Formosa                                                                           | 150            | vận hành                                            | Đồng Nai          | 2018           | [ 10 ] |                          |
| Nhiệt điện hóa chất Đức Giang - Lào Cai                   |                           | Công ty cổ phần hóa chất Đức Giang - Lào Cai                                                  | 2x50           | giấy phép trước                                     | Lào Cai           | 2020           | [ 11 ] |                          |
| Dung Quất 1-2                                             |                           | Sembcorp Utilities Vietnam                                                                    | 2x600          | hủy bỏ                                              | Quảng Ngãi        |                | [ 12 ] | Sử dụng khí thay vì than |
| Nhiệt điện Khu kinh tế Dung Quất (J-Power) Giai đoạn I-II |                           | J-Power                                                                                       | 2400 & 2000    | thông báo                                           | Quảng Ngãi        | 2028-2030      | [ 13 ] |                          |
| Duyên Hải-1                                               |                           | Tập đoàn Điện lực Việt Nam                                                                    | 2x622          | vận hành                                            | Trà Vinh          | 2015           | [ 14 ] |                          |
| Duyên Hải-2                                               |                           | Janakuasa SDN BHD                                                                             | 2x600          | xây dựng                                            | Trà Vinh          | 2021-2022      | Báo cáo 58/BC-CBT, phụ lục, hàng IV.3                                                                                                   |                          |
| Duyên Hải-3 mở rộng                                       |                           | Tập đoàn Điện lực Việt Nam                                                                    | 660            | xây dựng                                            | Trà Vinh          | 2019           | Báo cáo 58/BC-CBT, phụ lục, hàng I.9 |                          |
| Duyên Hải-3                                               |                           | Tập đoàn Điện lực Việt Nam                                                                    | 2x622          | vận hành                                            | Trà Vinh          | 2016           | Báo cáo 58/BC-CBT, phụ lục, hàng I.4 |                          |
| Gành Dầu                                                  | Nhiệt điện Phú Quốc       | Tập đoàn công nghiệp Than - Khoáng sản Việt Nam                                               | 2x100          | hủy bỏ                                              | Kiên Giang        |                | [ 15 ] | Sử dụng khí thay vì than |
| Nhiệt điện Hà Tĩnh Formosa Tổ máy 1,2,5,6,7,10            | Formosa Hà Tĩnh           | Hưng Nghiệp Formosa                                                                           | 6x150          | vận hành: Tổ máy1,2,5 giấy phép trước: Tổ máy6,7,10 | Hà Tĩnh           | 2015-2020      | [ 16 ] |                          |
| Hải Dương                                                 | Nhiệt điện Hải Dương BOT  | JAKS Resources, Tập đoàn Điện lực Trung Quốc                                                  | 2x600          | xây dựng                                            | Hải Dương         | 2021           | Báo cáo 58/BC-CBT, phụ lục, hàng IV.2                                                                                                   |                          |
| Nhiệt điện Đồng phát Hải Hà 1-4                           | Đồng phát Hải Hà (CHP)    | Công ty TNHH Khu công nghiệp Texhong Việt Nam                                                 | 2100           | giấy phép trước                                     | Quảng Ninh        | 2019-2030      | Báo cáo 58/BC-CBT, phụ lục, hàng V.2 |                          |
| Hải Phòng 1-2                                             |                           | Tập đoàn Điện lực Việt Nam Genco No 2                                                         | 4x300          | vận hành                                            | Hải Phòng         | 2011-2014      | [ 17 ] |                          |
| Hải Phòng-3 Tổ máy 1-2                                    |                           | Tập đoàn công nghiệp Than - Khoáng sản Việt Nam                                               | 2x600          | giấy phép trước                                     | Hải Phòng         | 2028-2029      | Báo cáo 58/BC-CBT, phụ lục, hàng III.4                                                                                                  |                          |
| Hải Phòng-3 Tổ máy 3-4                                    |                           | Tập đoàn công nghiệp Than - Khoáng sản Việt Nam                                               | 2x600          | hủy bỏ                                              | Hải Phòng         |                | [ 17 ] |                          |
| Nhiệt điện Hóa dầu Long Sơn                               |                           | Công ty TNHH Hóa dầu Long Sơn                                                                 | 3x75           | hủy bỏ                                              | Vũng Tàu          |                | [ 18 ] | Sử dụng khí thay vì than |
| Kiên Lương 1-2                                            |                           | Công Ty Cổ Phần Phát triển Năng lượng Tân Tạo                                                 | 4x600          | hủy bỏ                                              | Kiên Giang        |                | [ 19 ] |                          |
| Kiên Lương-3                                              |                           | Công Ty Cổ Phần Phát triển Năng lượng Tân Tạo                                                 | 2x1000         | hủy bỏ                                              | Kiên Giang        |                | [ 19 ] |                          |
| Lee & Man                                                 |                           | Công Ty TNHH Giấy Lee & Man Việt Nam                                                          | 50 & 75        | vận hành                                            | Hậu Giang         | 2018           | [ 20 ] |                          |
| Nhiệt điện Long An Giai đoạn I                            |                           | Chưa có nhà đầu tư                                                                            | 2x600          | thông báo                                           | Long An           |                | Báo cáo 58/BC-CBT, phụ lục, hàng VI.1                                                                                                   |                          |
| Nhiệt điện Long An Giai đoạn II                           |                           | Chưa có nhà đầu tư                                                                            | 2x800          | thông báo                                           | Long An           |                | Báo cáo 58/BC-CBT, phụ lục, hàng VI.2                                                                                                   |                          |
| Long Phú-1                                                |                           | Tập đoàn Dầu khí Việt Nam                                                                     | 2x600          | xây dựng                                            | Sóc Trăng         | 2023-2024      | Báo cáo 58/BC-CBT, phụ lục, hàng II.2                                                                                                   |                          |
| Long Phú-2                                                |                           | Tập đoàn Tata                                                                                 | 2x660          | giấy phép trước                                     | Sóc Trăng         | 2029-2030      | Báo cáo 58/BC-CBT, phụ lục, hàng IV.8                                                                                                   |                          |
| Long Phú-3                                                |                           | Tập đoàn Dầu khí Việt Nam yêu cầu chuyển giao nhà đầu tư khác                                 | 3x600          | thông báo                                           | Sóc Trăng         |                | Báo cáo 58/BC-CBT, phụ lục, hàng II.4                                                                                                   |                          |
| Mạo Khê                                                   |                           | Tập đoàn công nghiệp Than - Khoáng sản Việt Nam                                               | 2x220          | vận hành                                            | Quảng Ninh        | 2013           | [ 21 ] |                          |
| Mông Dương-1                                              |                           | Tập đoàn Điện lực Việt Nam                                                                    | 2x540          | vận hành                                            | Quảng Ninh        | 2015           | [ 22 ] |                          |
| Mông Dương-2                                              |                           | Công ty TNHH Điện lực AES-TKV Mông Dương                                                      | 2x620          | vận hành                                            | Quảng Ninh        | 2015           | [ 22 ] |                          |
| Na Dương-1                                                |                           | Tập đoàn công nghiệp Than - Khoáng sản Việt Nam                                               | 2x55           | vận hành                                            | Lạng Sơn          | 2005           | [ 23 ] |                          |
| Na Dương-2                                                |                           | Tập đoàn công nghiệp Than - Khoáng sản Việt Nam                                               | 110            | xây dựng                                            | Lạng Sơn          | 2022           | Báo cáo 58/BC-CBT, phụ lục, hàng III.1                                                                                                  |                          |
| Nam Định-1                                                | Hai Hau Nhiệt điện        | Công ty Cổ phần Tae Kwang Vina Industrial, First National Operation & Maintenance Co. (NOMAC) | 2x600          | được cấp phép                                       | Nam Định          | 2024-2025      | Báo cáo 58/BC-CBT, phụ lục, hàng IV.4                                                                                                   |                          |
| Nam Định-2                                                | Hai Hau Nhiệt điện        | Công ty Cổ phần Tae Kwang Vina Industrial                                                     | 2x600          | hủy bỏ                                              | Nam Định          |                | [ 24 ] |                          |
| Nghi Sơn-1                                                |                           | Tập đoàn Điện lực Việt Nam Genco No 1                                                         | 2x300          | vận hành                                            | Thanh Hóa         | 2013-2014      | [ 25 ] |                          |
| Nghi Sơn-2                                                |                           | Tập đoàn Điện lực Hàn Quốc và Tập đoàn Marubeni                                               | 2x600          | xây dựng                                            | Thanh Hóa         | 2022           | Báo cáo 58/BC-CBT, phụ lục, hàng IV.5                                                                                                   |                          |
| Ninh Bình II mở rộng                                      |                           | Công Ty Cổ Phần Nhiệt Điện Ninh Bình                                                          | 300            | hủy bỏ                                              | Ninh Bình         |                | [ 26 ] |                          |
| Ninh Bình                                                 |                           | Công Ty Cổ Phần Nhiệt Điện Ninh Bình                                                          | 4x25           | vận hành                                            | Ninh Bình         | 1974           | [ 27 ] |                          |
| Nông Sơn 1                                                |                           | Tập đoàn công nghiệp Than - Khoáng sản Việt Nam                                               | 30             | vận hành                                            | Quang Nam         | 2014           | [ 28 ] |                          |
| Nhiệt điện Phả Lại-1                                      |                           | Công ty Cổ Phần Nhiệt Điện Phả Lại                                                            | 4x110          | vận hành                                            | Hải Dương         | 1986           | [ 29 ] |                          |
| Nhiệt điện Phả Lại-2                                      |                           | Công Ty Cổ Phần Nhiệt Điện Phả Lại                                                            | 2x300          | vận hành                                            | Hải Dương         | 2001           | [ 29 ] |                          |
| Nhiệt điện Phú Thọ                                        |                           | Tập đoàn Điện lực Việt Nam                                                                    | 600            | hủy bỏ                                              | Phú Thọ           |                | | Sử dụng rác thay than    |
| Phú Yên                                                   |                           | Tập đoàn Điện lực Việt Nam                                                                    | 4x600          | hủy bỏ                                              | Phú Yên           |                | [ 30 ] | Sử dụng khí thay vì than |
| Nhiệt điện Quảng Ninh 1-2                                 |                           | Công Ty Cổ Phần Nhiệt Điện Quảng Ninh                                                         | 4x300          | vận hành                                            | Quảng Ninh        | 2009-2014      | [ 31 ] |                          |
| Nhiệt điện Quảng Ninh-3                                   |                           | Chưa có nhà đầu tư                                                                            | 2x600          | thông báo                                           | Quảng Ninh        |                | Báo cáo 58/BC-CBT, phụ lục, hàng VI.4                                                                                                   |                          |
| Quảng Trạch-1                                             |                           | Tập đoàn Điện lực Việt Nam                                                                    | 2x600          | được cấp phép                                       | Quảng Bình        | 2022-2023      | Báo cáo 58/BC-CBT, phụ lục, hàng I.17                                                                                                   |                          |
| Quảng Trạch-2                                             |                           | Tập đoàn Điện lực Việt Nam                                                                    | 2x600          | thông báo                                           | Quảng Bình        | 2026           | Báo cáo 58/BC-CBT, phụ lục, hàng I.18                                                                                                   |                          |
| Quảng Trị-1                                               |                           | Công ty TNHH EGAT International (EGATi)                                                       | 2x660          | giấy phép trước                                     | Quảng Trị         | 2026-2027      | Báo cáo 58/BC-CBT, phụ lục, hàng IV.11                                                                                                  |                          |
| Quảng Trị-2                                               |                           | Công ty TNHH Korea Western Power                                                              | 2x600          | thông báo                                           | Quảng Trị         | 2024           | [ 32 ] |                          |
| Quỳnh Lập-1                                               |                           | Tập đoàn công nghiệp Than - Khoáng sản Việt Nam                                               | 2x600          | được cấp phép                                       | Nghệ An           | 2026           | Báo cáo 58/BC-CBT, phụ lục, hàng III.3                                                                                                  |                          |
| Quỳnh Lập-2                                               |                           | POSCO                                                                                         | 2x600          | thông báo                                           | Nghệ An           | 2027-2028      | Báo cáo 58/BC-CBT, phụ lục, hàng IV.14                                                                                                  |                          |
| Nhiệt điện Đồng phát Rạng Đông                            |                           |                                                                                               | 100            | thông báo                                           |                   | 2025           | PDP 7A Quyết định 428/QD-TTg, phụ lục 1, bảng 2, "Công trình vận hành năm 2025", hàng 4                                                 |                          |
| Nhiệt điện Sơn Động                                       |                           | Tập đoàn công nghiệp Than - Khoáng sản Việt Nam                                               | 2x110          | vận hành                                            | Bắc Giang         | 2009           | [ 33 ] |                          |
| Sơn Mỹ 1-6                                                |                           | Trung tập điện lực Sơn Mỹ                                                                     | 6x600          | hủy bỏ                                              | Bình Thuận        |                | [ 34 ] | Sử dụng khí thay vì than |
| Sông Hậu-1                                                |                           | Tập đoàn Dầu khí Việt Nam                                                                     | 2x600          | xây dựng                                            | Hậu Giang         | 2021           | Báo cáo 58/BC-CBT, phụ lục, hàng II.3                                                                                                   |                          |
| Sông Hậu-2                                                |                           | Toyo Engineering & Construction                                                               | 2x1000         | được cấp phép                                       | Hậu Giang         | 2024           | Báo cáo 58/BC-CBT, phụ lục, hàng IV.7                                                                                                   |                          |
| Sông Hậu-3                                                |                           | Chưa có nhà đầu tư                                                                            | 2x1000         | hủy bỏ                                              | Hậu Giang         |                | |                          |
| Tân Phước-1                                               |                           | Tập đoàn Điện lực Việt Nam                                                                    | 2x600          | thông báo                                           | Tiền Giang        |                | Báo cáo 58/BC-CBT, phụ lục, hàng I.15                                                                                                   |                          |
| Tân Phước-2                                               |                           | Tập đoàn Điện lực Việt Nam                                                                    | 2x600          | thông báo                                           | Tiền Giang        |                | Báo cáo 58/BC-CBT, phụ lục, hàng I.16                                                                                                   |                          |
| Tân Thành                                                 |                           | J-Power                                                                                       | 4x600          | hủy bỏ                                              | Bà Rịa - Vũng Tàu |                | [ 35 ] |                          |
| Thái Bình-1                                               |                           | Tập đoàn Điện lực Việt Nam                                                                    | 2x300          | vận hành                                            | Thái Bình         | 2017           | Báo cáo 58/BC-CBT, phụ lục, hàng I.5 |                          |
| Thái Bình-2                                               |                           | Tập đoàn Dầu khí Việt Nam                                                                     | 2x600          | xây dựng                                            | Thái Bình         | 2021-2022      | Báo cáo 58/BC-CBT, phụ lục, hàng II.1                                                                                                   |                          |
| Thái Bình-3                                               |                           | Tập đoàn công nghiệp Than - Khoáng sản Việt Nam                                               | 440            | thông báo                                           | Thái Bình         |                | [ 36 ] |                          |
| Than An Giang                                             |                           | Chưa có nhà đầu tư                                                                            | 2000           | hủy bỏ                                              | An Giang          |                | |                          |
| Thăng Long                                                | Le Loi Nhiệt điện         | Công ty xuất - nhập khẩu Hà Nội                                                               | 2x300          | vận hành                                            | Quảng Ninh        | 2017-2018      | Báo cáo 58/BC-CBT, phụ lục, hàng V.1 |                          |
| Nhiệt điện Uông Bí I mở rộng                              |                           | Tập đoàn Điện lực Việt Nam Genco No 1                                                         | 300            | vận hành                                            | Quảng Ninh        | 2007           | [ 37 ] |                          |
| Nhiệt điện Uông Bí I                                      |                           | Tập đoàn Điện lực Việt Nam Genco No 1                                                         | 50 & 55        | vận hành                                            | Quảng Ninh        | 1975-1976      | [ 37 ] | Sẽ nghỉ hưu vào năm 2021 |
| Nhiệt điện Uông Bí II mở rộng                             |                           | Tập đoàn Điện lực Việt Nam Genco No 1                                                         | 330            | vận hành                                            | Quảng Ninh        | 2014           | [ 37 ] |                          |
| Vân Phong-1                                               |                           | Tập đoàn Sumitomo                                                                             | 2x660          | được cấp phép                                       | Khánh Hòa         | 2023-2024      | Báo cáo 58/BC-CBT, phụ lục, hàng IV.10                                                                                                  |                          |
| Vân Phong-2                                               |                           | Công ty cổ phần Đầu tư - Xây dựng Hà Nội, Tập đoàn Keangnam Enterprises                       | 2x660          | hủy bỏ                                              | Khánh Hòa         |                | [ 38 ] |                          |
| Nhiệt điện Đồng phát Vedan Việt Nam                       |                           | Công ty cổ phần hữu hạn Vedan Việt Nam                                                        | 60             | vận hành                                            | Đồng Nai          | 2015           | [ 39 ] |                          |
| Vĩnh Tân-1                                                |                           | China Southern Power Grid, Tập đoàn Công nghiệp Than - Khoáng sản Việt Nam                    | 2x600          | vận hành                                            | Bình Thuận        | 2018-2019      | Báo cáo 58/BC-CBT, phụ lục, hàng IV.1                                                                                                   |                          |
| Vĩnh Tân-2                                                |                           | Tập đoàn Điện lực Việt Nam Genco No 3                                                         | 2x622          | vận hành                                            | Bình Thuận        | 2014           | [ 40 ] |                          |
| Vĩnh Tân-3                                                |                           | OneEnergy, Tập đoàn Điện lực Việt Nam, Pacific Group                                          | 3x660          | giấy phép trước                                     | Bình Thuận        | 2024-2025      | Báo cáo 58/BC-CBT, phụ lục, hàng IV.9                                                                                                   |                          |
| Vĩnh Tân-4 mở rộng                                        | Vĩnh Tân-4 mở rộng        | Tập đoàn Điện lực Việt Nam                                                                    | 600            | xây dựng                                            | Bình Thuận        | 2019           | Báo cáo 58/BC-CBT, phụ lục, hàng I.12                                                                                                   |                          |
| Vĩnh Tân-4                                                |                           | Tập đoàn Điện lực Việt Nam                                                                    | 2x600          | vận hành                                            | Bình Thuận        | 2017-2018      | Báo cáo 58/BC-CBT, phụ lục, hàng I.6 |                          |
| Vũng Áng-1                                                |                           | Tập đoàn Dầu khí Việt Nam                                                                     | 2x600          | vận hành                                            | Hà Tĩnh           | 2014-2015      | [ 41 ] |                          |
| Vũng Áng-2                                                |                           | OneEnergy Co.                                                                                 | 2x600          | được cấp phép                                       | Hà Tĩnh           | 2023-2024      | Báo cáo 58/BC-CBT, phụ lục, hàng IV.6                                                                                                   |                          |
| Vũng Áng-3 Tổ máy1-2                                      |                           | Samsung C&T Corporation                                                                       | 2x600          | hủy bỏ                                              | Hà Tĩnh           | 2031           | Báo cáo 58/BC-CBT, phụ lục, hàng IV.13                                                                                                  |                          |
| Vũng Áng-3 Tổ máy3-4                                      |                           |                                                                                               | 2x600          | thông báo                                           |                   |                | PDP 7A: Các nhà máy dự phòng cho trường hợp các nguồn điện từ năng lượng tái tạo không đạt được tiến độ và quy mô công suất như kỳ vọng |                          |